# Vinc Pichel
Vincent Alan Pichel (Lancaster, California; 23 de noviembre de 1982) es un artista marcial mixto estadounidense que compite actualmente en la división de peso ligero de Ultimate Fighting Championship. Competidor profesional desde 2009, Pichel también fue concursante en The Ultimate Fighter: Live.

## Primeros años
Pichel fue expulsado de múltiples escuelas debido a su comportamiento durante su juventud. Nunca se graduó, y a la edad de 15 años ya consumía drogas, lo que finalmente le llevó a ser expulsado de su casa por su madre. Durante cinco años estuvo consumiendo drogas y careciendo de residencia permanente, pero después de que su amigo le presentara las MMA, Pichel se enderezó y empezó a entrenar con ambición.

## Carrera de artes marciales mixtas

### Carrera temprana
Pichel compiló un récord amateur de 10-1 antes de convertirse en profesional en 2009. Ganó sus primeras siete peleas por KO/TKO antes de probar para The Ultimate Fighter: Live.

### The Ultimate Fighter: Live
Pichel fue uno de los 32 luchadores de peso ligero anunciados por la UFC para participar en la primera temporada en vivo del reality show The Ultimate Fighter. Pichel avanzó en la casa TUF y ganó dos combates antes de perder con Al Iaquinta.

### Ultimate Fighting Championship
Tras alcanzar las semifinales en The Ultimate Fighter: Live, Pichel recibió una oportunidad en la UFC. Hizo su debut oficial en la UFC el 15 de diciembre de 2012. Pichel luchó contra el recién llegado a la promoción Rustam Khabilov y perdió la pelea por KO debido a un suplex y puñetazos en la primera ronda.
Pichel luchó después contra Garett Whiteley en UFC Fight Night: Rockhold vs. Philippou el 15 de enero de 2014. Ganó la pelea por decisión unánime.
Pichel se enfrentó a Anthony Njokuani en el UFC 173 el 24 de mayo de 2014. Ganó el combate por decisión unánime. En los meses posteriores a la pelea, Pichel sufrió un desgarro en el labrum y en el bíceps, lo que le dejó fuera de juego durante tres años.
Tras un prolongado parón, Pichel regresó para enfrentarse a Damien Brown el 11 de junio de 2017 en UFC Fight Night: Lewis vs. Hunt. Ganó el combate por nocaut en el primer asalto.
Pichel se enfrentó a Joaquim Silva el 27 de enero de 2018 en UFC on Fox: Jacaré vs. Brunson 2. Ganó el combate por decisión unánime.
Pichel se enfrentó a Gregor Gillespie el 1 de junio de 2018 en UFC Fight Night: Rivera vs. Moraes. Perdió el combate por estrangulamiento de brazo en el segundo asalto.
Pichel se enfrentó a Roosevelt Roberts el 29 de junio de 2019 en UFC on ESPN: Ngannou vs. dos Santos. Ganó el combate por decisión unánime. La pelea fue la última de su contrato vigente con la UFC, lo que le convirtió en agente libre.
Pichel tenía previsto enfrentarse a Alexander Yakovlev el 9 de noviembre de 2019 en UFC Fight Night: Magomedsharipov vs. Kattar. Sin embargo, Pichel se retiró del combate el 24 de octubre alegando una lesión no revelada y fue sustituido por Roosevelt Roberts.
Recuperado de la operación de cadera que lo sacó de la pelea con Yakovlev, Pichel se enfrentó a Jim Miller en UFC 252 el 15 de agosto de 2020. Ganó el combate por decisión unánime.
Pichel se enfrentó a Austin Hubbard el 21 de agosto de 2021 en UFC on ESPN: Cannonier vs. Gastelum. Ganó el combate por decisión unánime.
Pichel se enfrentó a Mark Madsen el 9 de abril de 2022 en UFC 273. Perdió la pelea por decisión unánime.
Pichel estaba programado para enfrentar a Benoît Saint Denis el 1 de julio de 2023 en UFC on ESPN 48. Sin embargo, Pichel se retiró a finales de mayo debido a una lesión y fue reemplazado por Ismael Bonfim.
Pichel estaba programado para enfrentar a Ismael Bonfim el 4 de noviembre de 2023 en UFC Fight Night 231. En los pesajes, Ismael Bonfim pesó 159,5 libras, tres libras y media por encima del límite de peleas sin título de peso ligero. Como resultado, su pelea programada con Ismael Bonfim fue cancelada. El par finalmente fue reservado para UFC 301 el 4 de mayo de 2024. Pichel perdió la pelea por decisión unánime.
En reemplazo de Joaquim Silva, quien se retiró por razones desconocidas, Pichel está programado para enfrentar a Rafa García el 29 de marzo de 2025 en UFC on ESPN 64.

## Vida personal
Pichel trabajó anteriormente para la AAA, mientras que también luchaba en la UFC. Más tarde, fue a la escuela para convertirse en un electricista en su lugar.

## Récord en artes marciales mixtas
| Resultado | Récord | Oponente          | Método                                | Evento                                                   | Fecha                   | Ronda | Tiempo | Localización                  | Notas |
| --------- | ------ | ----------------- | ------------------------------------- | -------------------------------------------------------- | ----------------------- | ----- | ------ | ----------------------------- | ----- |
|           |        | Rafa García       |                                       | UFC on ESPN: Moreno vs. Erceg                            | 29 de marzo de 2025     |       |        | Ciudad de México              |       |
| Derrota   | 14-4   | Ismael Bonfim     | Decisión (unánime)                    | UFC 301                                                  | 4 de mayo de 2024       | 3     | 5:00   | Río de Janeiro                |       |
| Derrota   | 14-3   | Mark Madsen       | Decisión (unánime)                    | UFC 273                                                  | 9 de abril de 2022      | 3     | 5:00   | Jacksonville, Florida         |       |
| Victoria  | 14-2   | Austin Hubbard    | Decisión (unánime)                    | UFC on ESPN: Cannonier vs. Gastelum                      | 21 de agosto de 2021    | 3     | 5:00   | Las Vegas, Nevada             |       |
| Victoria  | 13-2   | Jim Miller        | Decisión (unánime)                    | UFC 252                                                  | 15 de agosto de 2020    | 3     | 5:00   | Las Vegas, Nevada             |       |
| Victoria  | 12-2   | Roosevelt Roberts | Decisión (unánime)                    | UFC on ESPN: Ngannou vs. dos Santos                      | 29 de junio de 2019     | 3     | 5:00   | Minneapolis, Minnesota        |       |
| Derrota   | 11-2   | Gregor Gillespie  | Sumisión (estrangulamiento del brazo) | UFC Fight Night: Rivera vs. Moraes                       | 1 de junio de 2018      | 2     | 4:06   | Utica, Nueva York             |       |
| Victoria  | 11-1   | Joaquim Silva     | Decisión (unánime)                    | UFC on Fox: Jacaré vs. Brunson 2                         | 27 de enero de 2018     | 3     | 5:00   | Charlotte, Carolina del Norte |       |
| Victoria  | 10-1   | Damien Brown      | KO (puñetazos)                        | UFC Fight Night: Lewis vs. Hunt                          | 11 de junio de 2017     | 1     | 3:37   | Auckland                      |       |
| Victoria  | 9-1    | Anthony Njokuani  | Decisión (unánime)                    | UFC 173                                                  | 24 de mayo de 2014      | 3     | 5:00   | Las Vegas, Nevada             |       |
| Victoria  | 8-1    | Garett Whiteley   | Decisión (unánime)                    | UFC Fight Night: Rockhold vs. Philippou                  | 15 de enero de 2014     | 3     | 5:00   | Duluth, Georgia               |       |
| Derrota   | 7-1    | Rustam Khabilov   | KO (suplex y puñetazos)               | The Ultimate Fighter: Team Carwin vs. Team Nelson Finale | 15 de diciembre de 2012 | 1     | 2:15   | Las Vegas, Nevada             |       |
| Victoria  | 7-0    | David Gardner     | TKO (puñetazos)                       | Fight Club OC                                            | 18 de agosto de 2011    | 2     | 1:47   | Costa Mesa, California        |       |
| Victoria  | 6-0    | Matt Bahntge      | KO (puñetazo)                         | All Stars Promotions MMA                                 | 25 de marzo de 2011     | 2     | 0:32   | Commerce, California          |       |
| Victoria  | 5-0    | Emilio Chavez     | TKO (puñetazos)                       | Respect the Cage                                         | 15 de enero de 2011     | 2     | 2:52   | Pomona, California            |       |
| Victoria  | 4-0    | Rodney Rhoden     | TKO (puñetazos)                       | All Star Promotions: Civic Disobedience 4                | 4 de diciembre de 2010  | 2     | 1:56   | Los Ángeles, California       |       |
| Victoria  | 3-0    | Anthony McDavitt  | TKO (puñetazos)                       | Santa Ynez MMA                                           | 4 de junio de 2010      | 2     | 0:23   | Santa Ynez, California        |       |
| Victoria  | 2-0    | Miles Howard      | TKO (puñetazos)                       | National Fight Alliance MMA: Resurrection                | 18 de diciembre de 2009 | 2     | 1:05   | Ventura, California           |       |
| Victoria  | 1-0    | Franky Childs     | KO (puñetazos)                        | Hitman Fighting Productions                              | 15 de agosto de 2009    | 1     | 2:15   | Pomona, California            |       |